# Palazzina Carandini

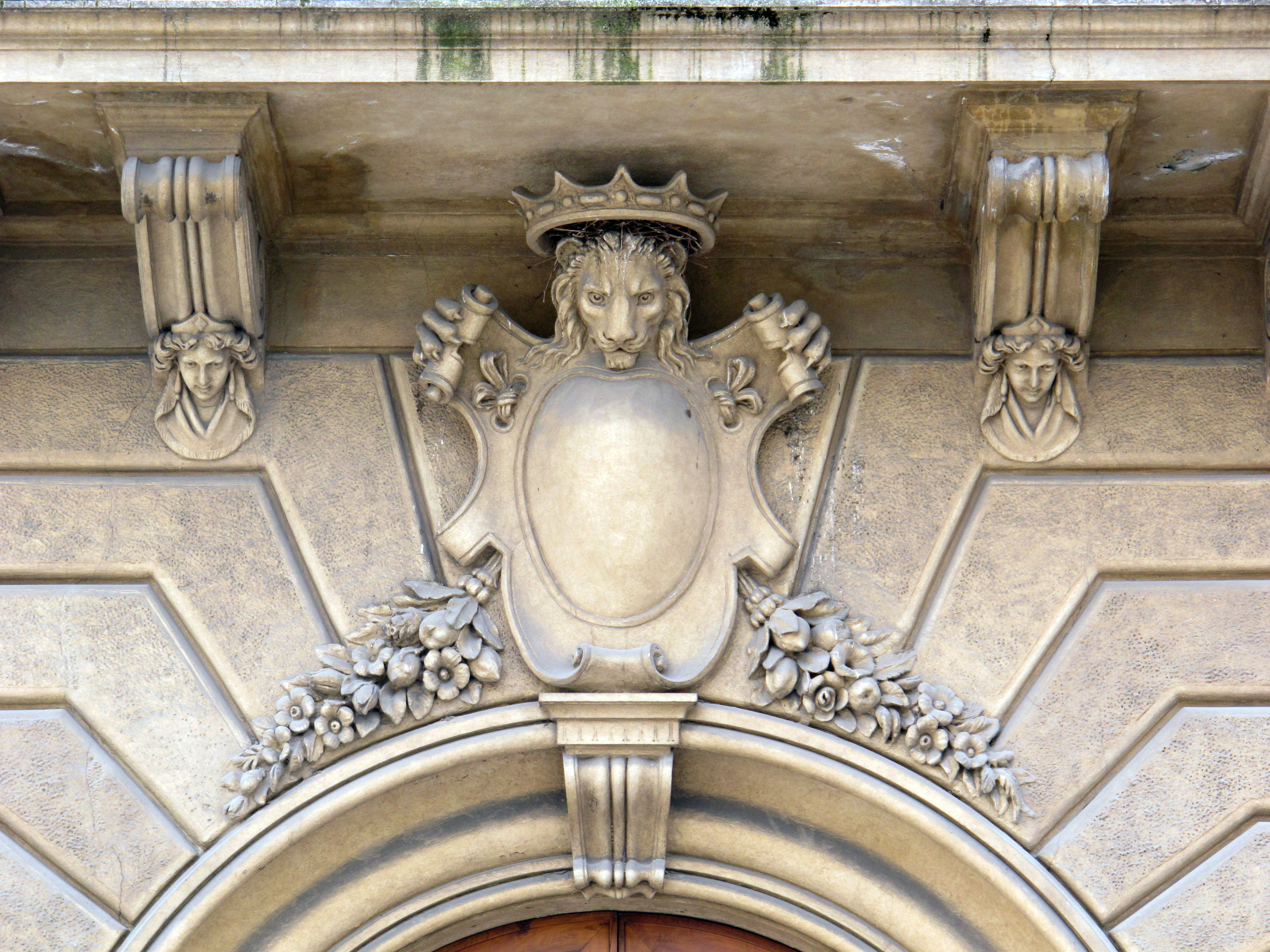
Stemma

La palazzina Carandini è un edificio di Firenze, situato in piazza d'Azeglio 22.

## Storia e descrizione
Il grande edificio sorge su un lotto di terreno rimasto inedificato dopo che la piazza si era popolata di palazzi e villini tra il 1865 e il 1871, acquistato proprio nel 1871 (cioè nell'anno del trasferimento della capitale a Roma e della conseguente diminuzione dei valori degli appezzamenti edificabili in questa zona qualificatasi come una delle più esclusive della città) da Gian Giacomo Carandini, marito di Riccarda Bastogi, già residente con la famiglia nel palazzo di via dell'Oriuolo e desideroso di una residenza ancor più grande e ariosa.
Il progetto fu affidato all'architetto Pietro Marinelli e i lavori durarono dal 1873 al 1874, mentre gli interni sono documentati come completati solo nella primavera del 1878: l'inventario redatto nel 1889 per ragioni di eredità (e pubblicato da Ulisse Tramonti) rende conto, attraverso una minuziosa descrizione, della sobrietà tutta fiorentina degli arredi, nonostante la vastità degli ambienti e la ricchezza della famiglia.
Rimasta ai Carandini fino alla morte dell'ultima discendente, Maria Cristina, la proprietà venne da questa donata ai Seminari Arcivescovili di Modena e di Firenze dai quali, nel 1966, l'acquistò l'Istituto Federale di Credito Agrario per la Toscana per farne la propria sede operativa. All'acquisto hanno inevitabilmente fatto seguito vari riadattamenti interni dell'edificio, con un ridisegno funzionale e distributivo curato dall'architetto Vittorio Casini.
Per quanto riguarda gli esterni non sono invece apprezzabili cambiamenti rispetto alla situazione originaria, ben documentata da una tavola disegnata da Enrico Bartoli e pubblicata su Ricordi di Architettura nel 1883, con la veduta prospettica e la planimetria del piano terra e del primo piano. «Furono probabilmente le richieste e i consigli prodigati in prima persona dal marchese Carandini a produrre, dopo il palazzo Wilson, la seconda peculiarità linguistica della piazza: un edificio che si distanziava completamente dalle regole estetiche ricorrenti negli edifici fino ad allora costruiti all'interno del quartiere: una rivisitazione da parte di Marinelli del palazzo quattrocentesco, dove il diverso trattamento del bugnato gerarchizza per consistenza e per disegno i diversi piani di vita e dove il coronamento acquista grande importanza attraverso un fregio a bassorilievo decorato in alternanza con vasi di fiori e leonesse alate dalle cui code si compongono girali vegetali, molto simili ai fregi del Foro di Traiano, diffusi ampiamente dai correnti manuali di decorazione. Il fronte dell'edificio sulla piazza rivela nell'impaginato il suo essere prospetto principale, architettato per sottolineare la vita funzionale e distributiva interna della famiglia marchionale. L'immancabile terrazzino, posto sull'ingresso principale, è sorretto da mensole che si raccordano alla superficie verticale attraverso protome composte da misteriose testine di donne velate con lunghi orecchini pendenti; il sottostante stemma in chiave d'arco porta invece della complessità dell'arma della nobile casata solo la scultura di una grande testa coronata di leone ed è simbolicamente appeso al muro dai nastri degli encarpi che coronano l'arco d'ingresso» (Ulisse Tramonti).